# بوابة إيرفان
بواية إيرفان أو بوابة خلفالي (بالأذرية: İrəvan qapısı) هي إحدى البوابات الثلاثة الرئيسية لقلعة شوشا وتقع على الجانب الغربي من القلعة. البوابتين الأخرين للقلعة هما كنجة وأغوغلان.
كانت تتكون قلعة شوشا من الثلاثة الأبواب الرئيسية. أبواب كنجة وإيرافان وأغوغلان.
تم تذكيراسماء كل من الثلاثة البوابة في المصادر التاريخية كما سجلها أيضًا في جميع المخططات الرئيسية لشوشا المرسومة في القرن التاسع عشر.
البوابة التي أنشأت في عهد باناهالي خان، كانت تسمى بوابة إيرافان اوخلفالي منذ قرن الثامن عشر. يثبت المقالة التي صدرت في مجلة «إلوستريشن» أن هذه البوابة في الستينيات من القرن التاسع عشر، لعبت هذه البوابة دورًا مهمًا في حياة شوشي العامة.
كما أشارت بعض المصادر إلى وجود أربعة أبواب، لكن لم يتم تحديد مكانها واسمها.